# Klaus Pringsheim
Pour les articles homonymes, voir Pringsheim.
 (janvier 2013).
Klaus Pringsheim (né le 24 juillet 1883 à Feldafing, mort le 7 décembre 1972 à Tokyo) est un chef d'orchestre allemand, compositeur, professeur de musique et critique musical.

## Biographie
La famille Pringsheim est une famille de marchands de Silésie extrêmement riche d'origine juive. Ses parents sont le mathématicien Alfred Pringsheim et Hedwig, la fille de la féministe Hedwig Dohm. Il est le frère jumeau de Katia Pringsheim, la future épouse de l'écrivain Thomas Mann. Il a aussi 3 frères : Peter Pringsheim, Erik Pringsheim et Heinz Pringsheim (de).
Contrairement à sa sœur et son frère Peter (de), son talent n'est pas dans le domaine scientifique et mathématique, mais dans la musique à laquelle il se consacre après son abitur en 1901. Enfant, il a appris le piano, puis plus tard parmi ses mentors il y a Gustav Mahler avec qui il étudie à Vienne. En 1903, il compose son premier poème symphonique, La Mer. Son premier engagement comme un chef d'orchestre se fait au Deutsches Theater à Prague. En 1918, il devient directeur musical des théâtres Reinhardt à Berlin. En 1931, il est nommé professeur à l'Université des arts de Tokyo en tant que professeur de composition et de contrepoint. De 1941 à 1946, il dirige l'orchestre symphonique de chambre de Tokyo. Après la Seconde Guerre mondiale, il souhaite aller aux États-Unis où sa sœur Katia a émigré, ce qui lui est refusé. En 1951, il est nommé par le Musicae Musashino Academia, la plus grande école de musique du Japon, à Tokyo, professeur de composition et de direction d'ensembles. 
Klaus Pringsheim épouse en 1912 la danseuse Klara Koszlerova dite « Lala », originaire de Prague. Ils ont deux enfants, Emilie et Hans Erik. Cependant il n'est pas le géniteur de Klaus Pringsheim junior. Ce secret de famille est censuré dans la publication des journaux de Thomas Mann par Golo Mann à la demande de Klaus junior.

## Distinctions
- 1956 : Croix d'officier de l'ordre du Mérite de la République fédérale d'Allemagne
- 1968 : Croix de commandeur de l'ordre du Mérite de la République fédérale d'Allemagne